# Wolfgang Birk
Wolfgang Birk, född 24 augusti 1968 i Saarland, är en svensk/tysk professor inom avdelningen för Signaler och System på Luleå tekniska universitet. 
Birk påbörjade studier i elektroteknik vid Universität des Saarlandes i början av 1990-talet och fick civilingenjörsexamen i elektroteknik 1997. År 2002 fick han doktorsgrad i reglerteknik på Luleå tekniska universitet. 
1999 startade Birk avknoppningsföretaget SafeCont AB tillsammans med kollegorna Andreas Johansson and Alexander Medvedev.
År 2002 flyttade Birk till Göteborg för att ta en anställning hos Volvo Personvagnar AB och gruppen för Aktiva säkerhetsfunktioner. År 2006 lämnade Birk Volvo och fortsatte karriären inom universitetsvärlden.
2012 blev Birk biträdande professor i reglerteknik och 2013 tillträdde han som utbildningsledare för forskarutbildning vid institutionen för system och rymdteknik. 
Birks forskning är främst inom "Strukturella egenskaper av multivariabla och komplexa system" och "Regulatorstrukturdesign".
På fritiden gillar Birk att åka skidor och spela golf.